# Legió VI Herculia
La Legió VI Herculia va ser una legió romana creada per Dioclecià (284-305) a finals del segle iii que encara estava operativa a inicis del segle v. El seu cognomen es refereix a Hèrcules, divinitat que era venerada pel coemperador Maximià, que sovint s'anomenava a ell mateix «Herculi» (semblant a Hèrcules). Es devia formar aquesta legió a l'inici del regnat conjunt dels dos emperadors.
Tenia el campament a Teutiburgium, i juntament amb la legió IV Flavia Felix, situada a Singidúnum, i la Legió V Iovia amb base al Castellum Onagrinum, una fortificació a la riba esquerra del Danubi, defensaven la ciutat de Sírmium, capital de la Pannònia Segona. La Notitia Dignitatum la situa en aquell lloc encara a inicis del segle v.
És possible que alguns legionaris escollits d'aquesta legió i de la V Iovia formessin els Jovians i herculans, la guàrdia personal de Dioclecià, que es va mantenir com a protecció dels emperadors durant molt de temps.